# Cháy nhà xưởng ở Delhi năm 2019
Vào ngày 8 tháng 12 năm 2019, một vụ hỏa hoạn đã xảy ra tại một nhà xưởng ở khu vực Anaj Mandi thuộc Delhi, thủ đô của Ấn Độ. Ít nhất 43 người chết và hơn 50 người bị thương. Đám cháy bắt đầu trong một xưởng sản xuất túi hành lý lực lượng cứu hỏa nhận được cuộc gọi giúp đỡ vào khoảng 5:22 sáng IST. Ba mươi lăm xe cứu hỏa đã đến chỗ hỏa hoạn và dập tắt đám cháy với ước tính 150 lính cứu hỏa đã cứu được 63 người.
Cơ quan phản ứng đầu tiên là Sở cứu hỏa Delhi (DFS) đã đến địa điểm này trong vòng năm phút, nhưng họ không thể vào tòa nhà đám cháy dữ dội, và các lối vào bị tắc nghẽn. Máy cắt gas được sử dụng để loại bỏ lưới sắt. Một đội thuộc Lực lượng ứng phó thảm họa quốc gia đã được triển khai để hỗ trợ đội cứu hỏa trong công tác cứu hộ.
Theo cảnh sát, hầu hết những người thiệt mạng là những người lao động đang ngủ bên trong nhà máy. Các bác sĩ tuyên bố rằng cái chết là do ngạt khói, do hít phải khói dẫn đến ngộ độc cacbon monoxit. Nguyên nhân vụ cháy đang được điều tra. Một cuộc điều tra sơ bộ và tuyên bố từ các kết quả quan sát là do sự cố chập điện.
Nhà máy này đang hoạt động nằm trong một khu dân cư và theo giám đốc cứu hỏa địa phương, tòa nhà thiếu giấy phép chữa cháy thích hợp và việc hoạt động nhà máy là bất hợp pháp. Các cảnh sát Delhi Chi nhánh Tội phạm đang điều tra vụ việc, chủ sở hữu của tòa nhà và quản lý của ông đã bị bắt ngay ngày xảy ra đám cháy. Chủ tịch các bộ Delhi là Arvind Kejriwal thông báo bồi thường ₹10 lakh (14.000 USD) cho người chết và ₹1 lakh (1.400 USD) cho những người bị thương.

## Hỏa hoạn
Vụ hỏa hoạn xảy ra tại lô đất rộng 56 m2 của một nhà máy sản xuất túi hành lý ở khu vực Anaj Mandi của Delhi vào sáng sớm ngày 8 tháng 12 năm 2019. Ít nhất 100 người đang ngủ bên trong nhà máy, trong đó hơn 60 người đã được giải cứu. Theo tin tức của The Hindu, đám cháy bắt đầu từ tầng hai của tòa nhà và nhanh chóng lan sang tầng ba và tầng bốn nơi các công nhân đang ngủ. Cư dân của hai tầng đầu tiên đã có thể trốn thoát, nhưng những người ở tầng ba và tầng bốn đã bị mắc kẹt khi ngọn lửa cháy lan chặn lối ra của họ, còn các cửa sổ bao quanh họ bọc lưới sắt.
Một công nhân đã gọi điện thoại cho gia đình anh ta từ tòa nhà và nói rằng họ bị kẹt trong đám cháy và không có cách nào để trốn thoát.

## Cứu hộ
Sở cứu hỏa Delhi (DFS) đã nhận được một cuộc gọi giúp đỡ vào khoảng 5:22 sáng IST (UTC+05:30). Theo lời kể của những người trong đội phản ứng đầu tiên của DFS, họ đã đến được địa điểm trong vòng năm phút, nhưng lối vào tòa nhà bị ngăn chặn bởi lối đi hẹp và cường độ dữ dội của đám cháy. Tổng cộng có ba mươi lăm xe cứu hỏa đã đến khu vực này và cuối cùng đã dập tắt đám cháy.
Một nhân viên cứu hỏa nói rằng lối vào từ sân thượng đã bị chặn bởi các cánh cửa bị khóa, còn các cửa sổ thì có lưới sắt. Máy cắt gas đã được sử dụng để loại bỏ các tấm lưới. Làn đường dẫn đến lối vào chính đã bị tắc nghẽn và chỉ có thể cho phép đi vào một xe cứu hỏa tại một thời điểm. Một cầu thang thứ hai của tòa nhà đã bị chặn bằng đống nguyên liệu cho nhà máy.
Ước tính 150 lính cứu hỏa đã tham gia vào chiến dịch giải cứu và giải cứu được 63 người.
Một đội Lực lượng ứng phó thảm họa quốc gia đã được triển khai để hỗ trợ đội cứu hỏa trong công tác cứu hộ. Nhóm NDRF đã tìm kiếm khắp nhà máy để tìm bất kỳ nạn nhân bị mắc kẹt nào còn lại và họ quét khu vực bằng máy dò khí. Theo phó chỉ huy của NDRF, tầng thứ ba và thứ tư chứa đầy khói và nồng độ cacbon monoxit (CO) nguy hiểm là rất cao.

## Nạn nhân
43 người chết và hơn 50 người bị thương. Hai lính cứu hỏa cũng bị thương trong vụ việc. Theo các quan chức cứu hỏa và cảnh sát, những người bị thương đã được chuyển đến Bệnh viện Lady Hardinge, Bệnh viện RML, LNJP và Bệnh viện Hindu Rao.
Quan chức của Bệnh viện LNJP tuyên bố rằng ba mươi bốn người đã chết vì hít phải khói, đây là nguyên nhân chính của tử vong. Một số thi thể bị đốt cháy. Ông nói thêm rằng trong số mười lăm người bị thương, có chín người đang theo dõi điều trị.
Theo cảnh sát, hầu hết người chết là những người lao động của nhà máy, họ đang ngủ bên trong nhà máy và chết do ngạt khói.

## Điều tra
Chính phủ tiểu bang đã ra lệnh điều tra và báo cáo sẽ được gửi trong vòng bảy ngày. Nguyên nhân của vụ cháy vẫn chưa được biết và đang được điều tra. Theo các nhân chứng và điều tra của cảnh sát sơ bộ, chập điện có thể là nguyên nhân. Một quan chức cảnh sát nói thêm rằng việc lưu trữ một lượng lớn nhựa trong khuôn viên dẫn đến khói nhựa sau khi đám cháy bắt đầu. Khói gây ngạt và tử vong.
Nhà máy sản xuất túi hành lý đang hoạt động nằm trong khu dân cư. Theo giám đốc cứu hỏa địa phương, tòa nhà thiếu giấy phép chữa cháy phù hợp và việc hoạt động của nhà máy là bất hợp pháp. Cảnh sát Delhi đã đệ đơn kiện hai người của nhà máy và giao họ cho Chi nhánh Tội phạm để điều tra. Chủ sở hữu của tòa nhà và người quản lý của anh ta đã bị bắt cùng ngày theo IPC phần 304 (ngộ sát) và 285 (hành vi bất cẩn liên quan đến hỏa hoạn hoặc vật chất dễ cháy).
Chính quyền Delhi tuyên bố rằng Bộ Nhà ở và Đô thị (MoHUA) của Chính phủ Trung ương Ấn Độ đã "đưa ra những tuyên bố sai lầm" về vụ cháy nhà máy Delhi để che giấu "tham nhũng và kém hiệu quả trong quản lý thành phố". Họ cũng cáo buộc rằng MoHUA đang bảo vệ nhà máy bất hợp pháp. Dịch vụ cứu hỏa Delhi đã tuyên bố rằng nhà máy không giải phóng mặt bằng hoặc giấy phép hoạt động và là bất hợp pháp, và họ không có các thiết bị đảm bảo an toàn.

## Hậu quả
Thủ tướng Ấn Độ Narendra Modi đã lên tiếng về vụ việc, ông gọi đó là điều cực kỳ khủng khiếp, và công bố một bồi thường ₹ 2 lakh (2.900 USD) cho thân nhân của mỗi nạn nhân đã chết và ₹ 50.000 (720 USD) cho những người bị thương. Arvind Kejriwal, bộ trưởng ngoại giao, đã đến địa điểm để đánh giá tổng thể, và công bố một bồi thường ₹ 10 lakh (14.000 USD) cho thân nhân của mỗi nạn nhân đã chết và ₹ 1 lakh (1.400 USD) cho mỗi người bị thương. Manoj Tiwari, chủ tịch Đảng Bharatiya Janta, công bố bồi thường ₹ 5 lakh (7.200 USD) cho thân nhân của mỗi nạn nhân đã chết và ₹ 25.000 (360 USD) cho mỗi người bị thương.
Lính cứu hỏa Rajesh Shukla đã được Bộ trưởng Nội vụ Satyendra Jain khen ngợi vì đã giải cứu 11 người. Shukla là một người cứu hộ sớm nhất đã vào tòa nhà để giải cứu mọi người mà không cần chờ đến hỗ trợ. Anh bị chấn thương xương và được đưa vào Bệnh viện LNJP để điều trị.